# VFTS 102
VFTS 102 — звезда в созвездии Золотой Рыбы. Находится в туманности Тарантул в регионе звёздообразования, который находится в Большом Магеллановом Облаке, соседней карликовой галактике. Расстояние от неё до Солнца составляет около 163 тысяч световых лет.

## Характеристики
VFTS 102 представляет собой пекулярную звезду O-класса. Несмотря на большую яркость (по светимости она превосходит Солнце в 100000 раз), она имеет видимую звёздную величину 15,8 и не видна невооружённым глазом. Звезда имеет чрезвычайно высокую температуру поверхности — около 36 тысяч кельвин. Однако самой главной её особенностью является быстрое вращение вокруг своей оси: экваториальная скорость вращения превышает 500 км/с, что в 100 раз быстрее, чем у Солнца. По состоянию на 2020 год, VFTS 102 имеет самую высокую известную скорость вращения среди массивных звезд (быстрее неё вращаются лишь нейтронные звёзды). Причиной такой скорости астрономы называют слияние двух звёзд в одну. Вычисления показали, что прародителем была двойная звезда, компоненты которой постепенно сближались, обмениваясь между собой звёздным веществом. В какой-то момент они стали тесной двойной системой, а потом объединились в одну массивную быстро вращающуюся звезду. Недалеко от VFTS 102, на расстоянии 12 парсек находится пульсар PSR J0537-6910, который отдаляется от неё. Предполагается, что в прошлом он был частью гравитационно связанной системы, однако при катастрофическом слиянии звёзд был из неё выброшен.